# ليديا (مغنية)
ليديا (بالإسبانية: Lydia)‏ هي مغنية إسبانية، ولدت في 15 يناير 1980 في مدريد في إسبانيا.

## وصلات خارجية
- ليديا على موقع IMDb (الإنجليزية)
- ليديا على موقع ميوزك برينز (الإنجليزية)
- ليديا على موقع أول ميوزيك (الإنجليزية)
- ليديا على موقع ديسكوغز (الإنجليزية)